# Mecysmauchenius fernandez
Mecysmauchenius fernandez är en spindelart som beskrevs av Forster och Norman I. Platnick 1984. Mecysmauchenius fernandez ingår i släktet Mecysmauchenius och familjen Mecysmaucheniidae.
Artens utbredningsområde är Juan Fernández-öarna. Inga underarter finns listade i Catalogue of Life.